# Jasminanthes chunii
Jasminanthes chunii är en oleanderväxtart som först beskrevs av Ying Tsiang, och fick sitt nu gällande namn av W. D. Stevens och P. T. Li. Jasminanthes chunii ingår i släktet Jasminanthes och familjen oleanderväxter. Inga underarter finns listade i Catalogue of Life.